# Non ma fille, tu n'iras pas danser
Non ma fille, tu n'iras pas danser je francouzský hraný film režiséra Christophe Honoré z roku 2009, který měl premiéru 2. září 2009. Film je inspirován románem Week-end de chasse à la mère od Geneviève Brisac, která je také spoluscenáristkou.

## Děj
Léna se právě rozešla se svým manželem Nigelem a získává do péče své dvě děti. Je však v období velkého osobního a sentimentálního zmatku umocněného opuštěním své práce anestezioložky v nemocnici. S dětmi, rodiči,sestrou a bratrem se chystá strávit pár dní prázdnin v rodinném domě v Bretani. Její matka Annie se však se souhlasem celé rodiny rozhodne pozvat na několik dní i Nigela, aby mu umožnila vidět své děti, a přitom tajně doufá v usmíření mezi bývalými manželi. Léna, která byla postavena před hotovou věc, je podrážděná a nejprve chce odjet, ale pak si to rozmyslí. Napětí mezi různými páry tvořícími rodinu je značné, ale všichni se snaží najít individuální štěstí v křehké rovnováze. Léna se propadá do období nejistoty a rozporuplných rozhodnutí.

## Obsazení
| Chiara Mastroianniová    | Léna       |
| Marina Foïs              | Frédérique |
| Marie-Christine Barrault | Annie      |
| Jean-Marc Barr           | Nigel      |
| Fred Ulysse              | Michel     |
| Louis Garrel             | Simon      |
| Marcial Di Fonzo Bo      | Thibault   |
| Alice Butaud             | Elise      |
| Julien Honoré            | Gulven     |
| Caroline Silhol          | květinářka |
| Donatien Suner           | Anton      |
| Lou Pasquerault          | Augustine  |
| Jean-Baptiste Fonck      | José       |